# 9919 Undset

Schema orbitei asteroidului
9919 Unset (în albastru),
comparativ cu Soarele (în negru) și unele planete (în roșu); cea mai largă orbită înfățișată este cea a planetei Jupiter.

9919 Undset este un asteroid din centura principală de asteroizi. A fost descoperit la 22 august 1979 de astronomul Claes-Ingvar Lagerkvist, la European Southern Observatory.

## Caracteristici
Asteroidul prezintă o orbită caracterizată de o semiaxă majoră de 2,3783352 UA și de o excentricitate de 0,2110837, înclinată cu 1,60601° față de ecliptică.
Asteroidul este dedicat scriitoarei norvegiene Sigrid Undset, Premiul Nobel pentru Literatură în 1928.
Eponimul fusese utilizat inițial pentru asteroidul 10265, care apoi a fost redenumit Gunnarsson.